# RS-542
Pour les articles homonymes, voir Route 542.
La RS-542 est une route locale du Nord-Ouest de l'État du Rio Grande do Sul reliant la BR-285, sur le territoire de la municipalité de São Luiz Gonzaga, au chef-lieu du district de São Lourenço das Missões de la même commune. Elle est longue de 6 km.